# Cuculus
Cuculus Linnaeus, 1758 è un genere di uccelli cuculiformi della famiglia Cuculidae.

## Descrizione
Le specie appartenenti a Cuculus sono cuculi di taglia variabile, con corpi slanciati, lunghe code e forti zampe.
Si cibano prevalentemente di grossi insetti e bruchi setolosi che risultano disgustosi per gli altri uccelli; alcune specie mangiano anche frutti. Sono uccelli canori e lanciano lunghi e acuti richiami.
Tutte le specie sono parassite di cova e depongono un uovo nei nidi di ospiti Passeriformi. La femmina getta via un uovo della nidiata ospite e lo rimpiazza con il proprio. L'uovo del cuculo si schiudera prima degli altri e il pulcino crescerà più in fretta. In molti casi il pulcino si sbarazza delle altre uova o dei pulli ospiti appena nati. Le uova sono sempre molto simili a quelle dell'ospite scelto e si mimetizzano tra esse.
Il genere è distribuito in tutto il Vecchio Mondo e soprattutto nell'Asia meridionale e sudorientale. Molte delle specie, come il cuculo comune sono migratrici. Vivono in habitat aperti, principalmente foreste, ma anche campagne.

## Tassonomia
Questo genere comprende 11 specie:
- Cuculus clamosus Latham, 1801 - cuculo nero
- Cuculus solitarius Stephens, 1815 - cuculo pettorosso
- Cuculus poliocephalus Latham, 1790 - cuculo minore
- Cuculus crassirostris (Walden, 1872) - cuculo sparviero di Sulawesi
- Cuculus micropterus Gould, 1838 - cuculo indiano
- Cuculus rochii Hartlaub, 1863 - cuculo del Madagascar
- Cuculus gularis Stephens, 1815 - cuculo africano
- Cuculus saturatus Blyth, 1843 - cuculo orientale
- Cuculus optatus Gould, 1845 - cuculo di Horsfield
- Cuculus lepidus Müller, 1845 - cuculo della Sonda
- Cuculus canorus Linnaeus, 1758 - cuculo comune

I cuculi sparviero o cuculastori (genere Hierococcyx) erano in passato inseriti in questo genere.